# Indigofera georgei
Indigofera georgei är en ärtväxtart som beskrevs av Ernst Georg Pritzel. Indigofera georgei ingår i släktet indigosläktet, och familjen ärtväxter. Inga underarter finns listade i Catalogue of Life.